# USS Bush (DD-529)
USS Bush (DD-529) là một tàu khu trục lớp Fletcher được Hải quân Hoa Kỳ chế tạo trong Chiến tranh Thế giới thứ hai. Nó là chiếc tàu chiến thứ hai của Hải quân Mỹ được đặt theo tên Trung úy Thủy quân Lục chiến William Sharp Bush (1786-1812), người từng phục vụ trên chiếc Constitution trong cuộc Chiến tranh 1812. Nó đã hoạt động cho đến gần hết Thế Chiến II, bị máy bay tấn công cảm tử Kamikaze đánh chìm ngoài khơi Okinawa vào ngày 6 tháng 4 năm 1945. Nó được tặng thưởng bảy Ngôi sao Chiến trận do thành tích phục vụ trong Thế Chiến II.

## Thiết kế và chế tạo
Bush được đặt lườn tại xưởng tàu của hãng Bethlehem Shipbuilding Corporation, ở San Francisco, California vào ngày 12 tháng 2 năm 1942. Nó được hạ thủy vào ngày 27 tháng 10 năm 1942; được đỡ đầu bởi cô Marion Jackson, hậu duệ bốn đời của Trung úy Bush; và nhập biên chế vào ngày 10 tháng 5 năm 1943 dưới quyền chỉ huy của Hạm trưởng, Trung tá Hải quân W. F. Peterson.

## Lịch sử hoạt động

### 1943 – 1944
Từ ngày 29 tháng 7 đến ngày 27 tháng 11 năm 1943, Bush hoạt động tuần tra và hộ tống tại vùng biển Alaska. Quay trở về Trân Châu Cảng vào ngày 4 tháng 12, nó tiếp tục làm nhiệm vụ tuần tra, hộ tống và bắn pháo hỗ trợ trong suốt khu vực chiến trường Tây Nam Thái Bình Dương, trải rộng từ quần đảo Ellice đến New Guinea, Philippines và Okinawa.
Bush đã tham gia các chiến dịch tại quần đảo Bismarck, bao gồm các cuộc đổ bộ lên mũi Gloucester, New Britain và quần đảo Admiralty từ ngày 26 tháng 12 năm 1943 đến ngày 31 tháng 3 năm 1944; chiến dịch Saidor, New Guinea từ ngày 18 đến ngày 21 tháng 1; đổ bộ lên Morotai vào ngày 15 tháng 9; đổ bộ lên Leyte từ ngày 20 tháng 10 đến ngày 24 tháng 10; chiến dịch Luzon bao gồm các cuộc đổ bộ lên Mindoro và vịnh Lingayen từ ngày 12 đến ngày 18 tháng 12 năm 1944 và từ ngày 4 đến ngày 18 tháng 1 năm 1945; chiến dịch Iwo Jima từ ngày 19 tháng 2 đến ngày 9 tháng 3, và chiến dịch Okinawa từ ngày 1 đến ngày 6 tháng 4.
Vào ngày 1 tháng 11, đang khi hoạt động trong vịnh Leyte, Bush bắn rơi hai trong số mười máy bay đối phương tấn công trong một đợt không kích ác liệt. Hai thành viên thủy thủ đoàn của nó bị thương do mảnh bom của những quả bom ném suýt trúng.

### 1945
Trong Trận Okinawa, Bush hoạt động như một cột mốc radar ngoài khơi Okinawa. Vào ngày 6 tháng 4 năm 1945, nó bắn rơi ít nhất một máy bay đối phương trước khi bị ba máy bay tấn công cảm tử Kamikaze đánh trúng nối tiếp nhau. Lúc 15 giờ 15 phút, chiếc đầu tiên đâm trúng sàn tàu bên mạn phải giữa hai ống khói, quả bom hoặc ngư lôi của nó phát nổ trong phòng động cơ phía trước. Con tàu thoạt tiên dường như chịu đựng được những thiệt hại, dù sao nó vẫn yêu cầu được tàu kéo đến trợ giúp. Tàu khu trục Colhoun tiến đến gần để giúp đỡ, nhưng bản thân Colhoun cũng bị máy bay tấn công tự sát đánh trúng và bị hư hại nặng đến mức nó bị lực lượng Hoa Kỳ tự đánh đắm.
Đến 17 giờ 25 phút, một chiếc Kamikaze thứ hai đánh trúng sàn tàu chính bên mạn trái giữa hai ống khói, gây một đám cháy lớn và hư hại nặng; đến 17 giờ 45 phút, một chiếc thứ ba đâm vào mạn trái ngay bên trên sàn chính. Một số đạn dược bắt lửa và bắt đầu kích nổ. Mặc dù con tàu có thể vỡ làm đôi, người ta tin rằng cả hai phần đều có thể nổi và cứu hộ được. Bất ngờ có một vụ nổ lớn giữa tàu gây rung chuyển mạnh, và con tàu bắt đầu chìm từ phần giữa tàu, tiếp nối bởi các vụ nổ khác. Lệnh bỏ tàu được đưa ra, và nó đắm ở tọa độ 27°16′B 127°48′Đ / 27,267°B 127,8°Đ. Trong số thành viên thủy thủ đoàn, 227 người đã sống sót, nhưng 87 người đã tử trận.

## Phần thưởng
Bush được tặng thưởng bảy Ngôi sao Chiến trận do thành tích phục vụ trong Thế Chiến II.